# Aleksandr Ryazantsev
Pour les articles homonymes, voir Aleksandr Riazantsev et Riazantsev.
Aleksandr Aleksandrovitch Ryazantsev (en russe : Александр Александрович Рязанцев), né le 5 septembre 1986, est un footballeur international russe. Il joue au poste de milieu droit.

## Biographie

### En club
Aleksandr Ryazantsev commence le football en 2003 dans le club du Torpedo-Metallourg Moscou qui deviendra un an plus tard le club du FK Moscou, il dispute pour sa première saison 16 matchs avec l'effectif professionnel.
Avec le FK Moscou Aleksandr dispute deux saisons pour un total 14 matchs et un but.
En janvier 2006, il est acheté par le Rubin Kazan pour une somme de 400 000€, pour en devenir le titulaire du flanc droit du club russe. Deux ans plus tard, le club devient champion de Russie et récidive en 2009 avec un deuxième titre consécutif.
Le 16 septembre 2009, il découvre la Ligue des champions de l'UEFA 2009-2010 contre le club ukrainien du Dynamo Kiev (1-3). Il marque son premier but dans la compétition contre FC Barcelone (1-0) une frappe de 30 mètres en pleine lucarne de Víctor Valdés pour décrocher une victoire historique au Camp Nou. Malheureusement, le Rubin Kazan termine troisième de la phase de groupe et est reversé en Ligue Europa.
Il rejoint le FK Khimki en deuxième division russe en septembre 2018. Après une saison au club, il s'engage librement au mois de juin 2019 avec le Torpedo Moscou, tout juste promu au deuxième échelon.

### En sélection nationale
Aleksandr Ryazantsev est tout d'abord sélectionné avec la sélection russe des moins 17 ans pour le compte du deuxième tour de qualification du Championnat d'Europe des moins de 17 ans 2003, il honore donc sa première sélection contre la Croatie (0-1). Il y dispute au total 3 matchs.
Aleksandr est ensuite appelé avec les espoirs russe pour le tour de qualification du Championnat d'Europe espoirs 2009, il joue son premier match le 20 août 2008 contre l'Espagne (1-2), il dispute au total 12 matchs avec la sélection espoirs.

## Palmarès
Rubin Kazan
- Champion de Russie en 2008 et 2009.
- Vainqueur de la Coupe de Russie en 2012.
- Vainqueur de la Supercoupe de Russie en 2012.

 Zénith Saint-Pétersbourg
- Champion de Russie en 2015.
- Vainqueur de la Supercoupe de Russie en 2015.

 Torpedo Moscou
- Champion de Russie de deuxième division en 2022.

## Statistiques
| Saison                | Club                        | Championnat           | Championnat | Championnat | Coupe(s) nationale(s) | Coupe(s) nationale(s) | Compétition(s) continentale(s) | Compétition(s) continentale(s) | Compétition(s) continentale(s) | Total | Total |
| Saison                | Club                        | Division              | M.          | B.          | M.                    | B.                    | Comp.                          | M.                             | B.                             | M.    | B.    |
| 2004                  | FK Moscou                   | D1                    | 2           | 0           | -                     | -                     | -                              | -                              | -                              | 2     | 0     |
| 2005                  | FK Moscou                   | D1                    | -           | -           | -                     | -                     | -                              | -                              | -                              | 0     | 0     |
| Sous-total            | Sous-total                  | Sous-total            | 2           | 0           | -                     | -                     | -                              | -                              | -                              | 2     | 0     |
| 2006                  | Rubin Kazan                 | D1                    | 15          | 0           | 1                     | 0                     | C3                             | 2                              | 0                              | 18    | 0     |
| 2007                  | Rubin Kazan                 | D1                    | 18          | 5           | 2                     | 0                     | CI                             | 4                              | 1                              | 24    | 6     |
| 2008                  | Rubin Kazan                 | D1                    | 22          | 1           | -                     | -                     | -                              | -                              | -                              | 22    | 1     |
| 2009                  | Rubin Kazan                 | D1                    | 18          | 3           | 4                     | 1                     | C1                             | 6                              | 1                              | 28    | 5     |
| 2010                  | Rubin Kazan                 | D1                    | 13          | 2           | 1                     | 0                     | C3+C1                          | 1+5                            | 0                              | 20    | 2     |
| 2011-2012             | Rubin Kazan                 | D1                    | 35          | 7           | 3                     | 1                     | C3+C1                          | 1+7                            | 0                              | 46    | 8     |
| 2012-2013             | Rubin Kazan                 | D1                    | 19          | 0           | 1                     | 0                     | C3                             | 4                              | 2                              | 24    | 2     |
| 2013-2014             | Rubin Kazan                 | D1                    | 15          | 2           | -                     | -                     | C3                             | 11                             | 2                              | 26    | 4     |
| Sous-total            | Sous-total                  | Sous-total            | 155         | 20          | 12                    | 2                     | -                              | 41                             | 6                              | 208   | 28    |
| 2013-2014             | Zénith Saint-Pétersbourg    | D1                    | 7           | 0           | -                     | -                     | -                              | -                              | -                              | 7     | 0     |
| 2014-2015             | Zénith Saint-Pétersbourg    | D1                    | 20          | 1           | 2                     | 0                     | C1+C3                          | 5+5                            | 0+1                            | 32    | 2     |
| 2015-2016             | Zénith Saint-Pétersbourg    | D1                    | 11          | 0           | 3                     | 1                     | C1                             | 5                              | 0                              | 19    | 1     |
| Sous-total            | Sous-total                  | Sous-total            | 38          | 1           | 5                     | 1                     | -                              | 15                             | 1                              | 58    | 3     |
| 2015-2016             | Oural Iekaterinbourg (prêt) | D1                    | 11          | 0           | -                     | -                     | -                              | -                              | -                              | 11    | 0     |
| 2017-2018             | Amkar Perm (prêt)           | D1                    | 21          | 3           | 1                     | 1                     | -                              | -                              | -                              | 22    | 4     |
| Sous-total            | Sous-total                  | Sous-total            | 32          | 3           | 1                     | 1                     | -                              | -                              | -                              | 33    | 4     |
| 2018-2019             | FK Khimki                   | D2                    | 27          | 4           | 1                     | 0                     | -                              | -                              | -                              | 28    | 4     |
| Sous-total            | Sous-total                  | Sous-total            | 27          | 4           | 1                     | 0                     | -                              | -                              | -                              | 28    | 4     |
| 2019-2020             | Torpedo Moscou              | D2                    | 22          | 3           | 4                     | 0                     | -                              | -                              | -                              | 26    | 3     |
| 2020-2021             | Torpedo Moscou              | D2                    | 38          | 4           | 1                     | 0                     | -                              | -                              | -                              | 39    | 4     |
| 2021-2022             | Torpedo Moscou              | D2                    | 22          | 1           | 2                     | 0                     | -                              | -                              | -                              | 24    | 1     |
| Sous-total            | Sous-total                  | Sous-total            | 82          | 8           | 7                     | 0                     | -                              | -                              | -                              | 89    | 8     |
| Total sur la carrière | Total sur la carrière       | Total sur la carrière | 236         | 36          | 26                    | 4                     | -                              | 56                             | 7                              | 318   | 47    |